# Dan Erez
Dan Erez, conosciuto anche come Haim Buxenbaum (in ebraico דנ ארז‎?; Tel Aviv, 28 maggio 1933 – 11 novembre 2015), è stato un cestista e allenatore di pallacanestro israeliano.

## Carriera
Con Israele ha partecipato alle Olimpiadi del 1952 e ai Campionati del mondo del 1954.